# Adelaide Alsop Robineau
Adelaide Alsop Robineau (Middletown, 9 de abril de 1865-18 de febrero de 1929) fue una pintora y alfarera de porcelana estadounidense, y es considerada una de las principales ceramistas de la cerámica artística estadounidense de su época.

## Biografía
Adelaide Alsop nació en 1865 en Middletown, Connecticut. Enseguida mostró interés tanto en el dibujo como en la entonces popular pintura china. De joven ayudó a mantener a su familia enseñando dibujo en el internado donde anteriormente había sido estudiante. Durante un receso de verano, se matriculó en la escuela de verano de William Merritt Chase, su única experiencia de formación avanzada en pintura y dibujo. Posteriormente estudió cerámica con Charles Binns en la Universidad Alfred y con Taxile Doat.
En 1899, se casó con Samuel E. Robineau, un experto en cerámica francés que fue editor de la revista Old China. La pareja tuvo tres niños.

## Cerámica

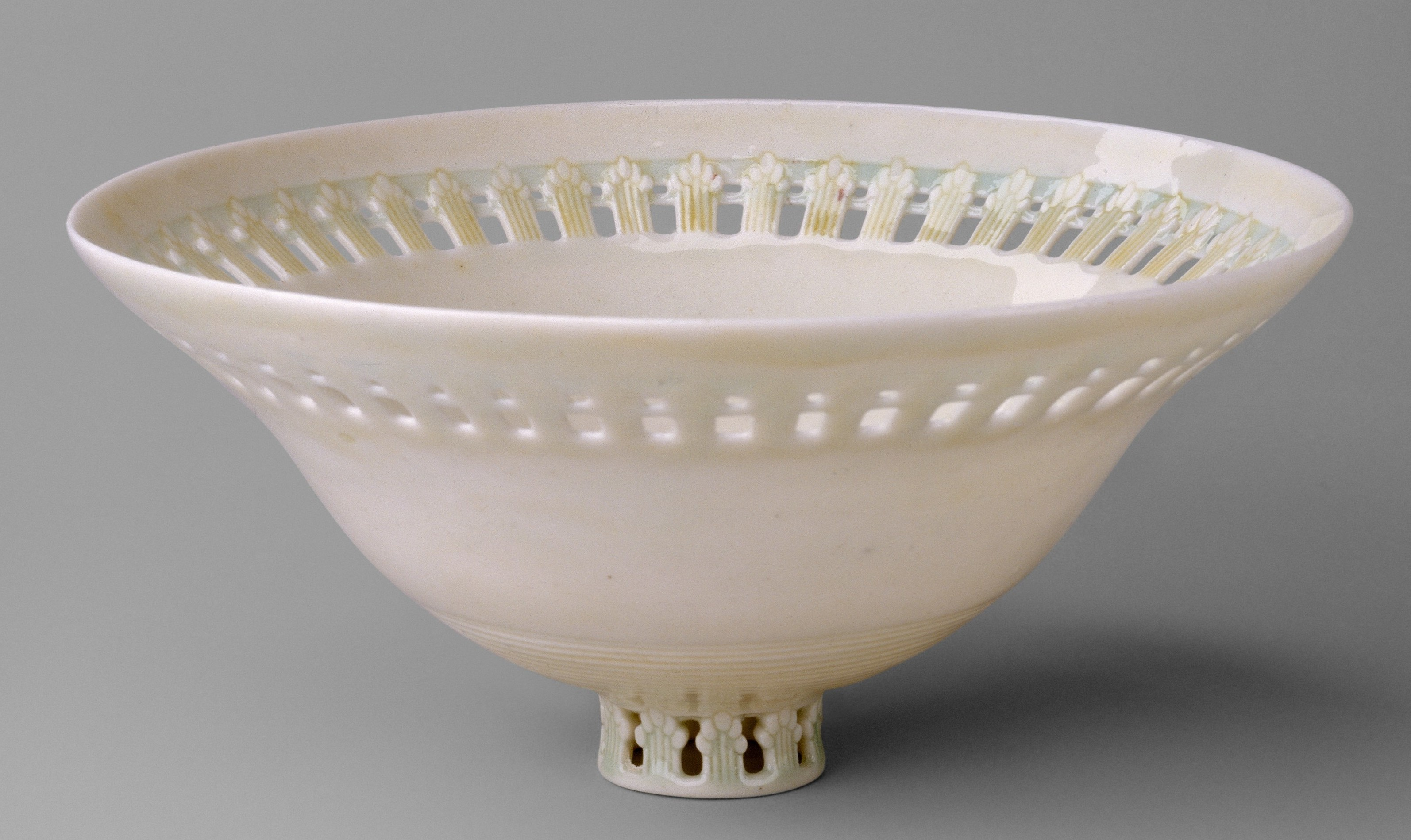
Cuenco de porcelana calado, 1924

En 1899, Robineau y su esposo lanzaron Keramic Studio, una publicación periódica para alfareros y artistas de cerámica que continuó publicándose hasta 1919. En unos pocos años, Robineau se convirtió en la única editor de la revista.  Casi al mismo tiempo, la pareja se mudó a Syracuse, Nueva York, donde su casa fue diseñada por la arquitecta Katharine Cotheal Budd. Robineau luego creó un estudio de cerámica al lado de la casa. Enseñaba pintura china y cerámica en su escuela de cerámica Four Winds y vendía su porcelana pintada, acuarelas y cerámica.
Robineau comenzó a fabricar cerámica de forma profesional alrededor de 1901, momento en el que ya tenía reputación como pintora de porcelana. Se convenció de que pintar sobre el esmalte, entonces una técnica común, era el enfoque equivocado y comenzó a experimentar con otros procedimientos. Trabajó principalmente en porcelana, experimentando con arcillas americanas para crear una verdadera porcelana de alto fuego.  También experimentó con una amplia gama de formas, decoraciones y esmaltes, con el uso frecuente de esmaltes multicolores, opalescentes e iridiscentes. Su obra madura muestra influencias del Art Nouveau y el japonismo en el uso de elementos botánicos y animales estilizados. En un momento en que muchos pintores famosos de porcelana trabajaban con espacios en blanco hechos por otras personas, ella misma manejaba todas las fases del proceso, desde la formación de las vasijas hasta la incisión y la pintura. Parte del trabajo de detalle en sus piezas fue tan fino que empleó agujas de crochet y herramientas dentales para obtener el efecto deseado.
Muchas de las obras de Robineau son contenedores, incluida su obra más famosa, el Scarab Vase, un jarrón alto de porcelana incisa que tardó más de 1000 horas en fabricarse. En 2000, la revista Art & Antiquities la nombró la pieza de cerámica estadounidense más importante de los últimos cien años.
Robineau enseñó tanto en la Universidad de Siracusa (1920-1929) como en la Academia de Arte de la Universidad Popular, una institución fundada por Edward Gardner Lewis en Misuri.
Antes de su muerte en 1929, diseñó una urna cineraria que ahora contiene las cenizas de Robineau y su esposo en Siracusa, Nueva York.
Su trabajo está en la colección del Museo Metropolitano de Arte, el Museo de Arte Emerson, Instituto de Arte de Detroit, Museo de Arte Cranbrook, y otras instituciones.

## Galería

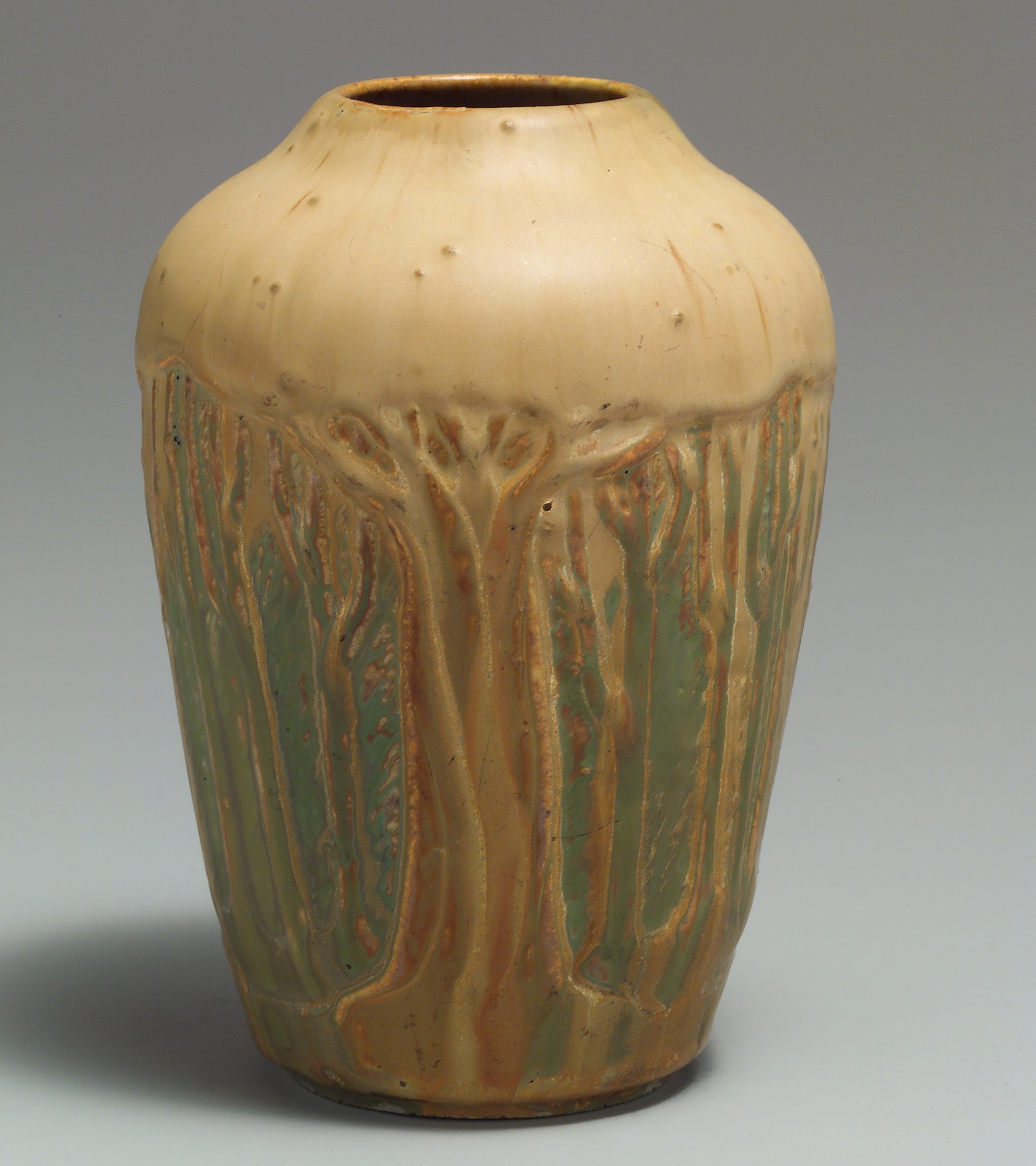
Jarrón de porcelana, c. 1905
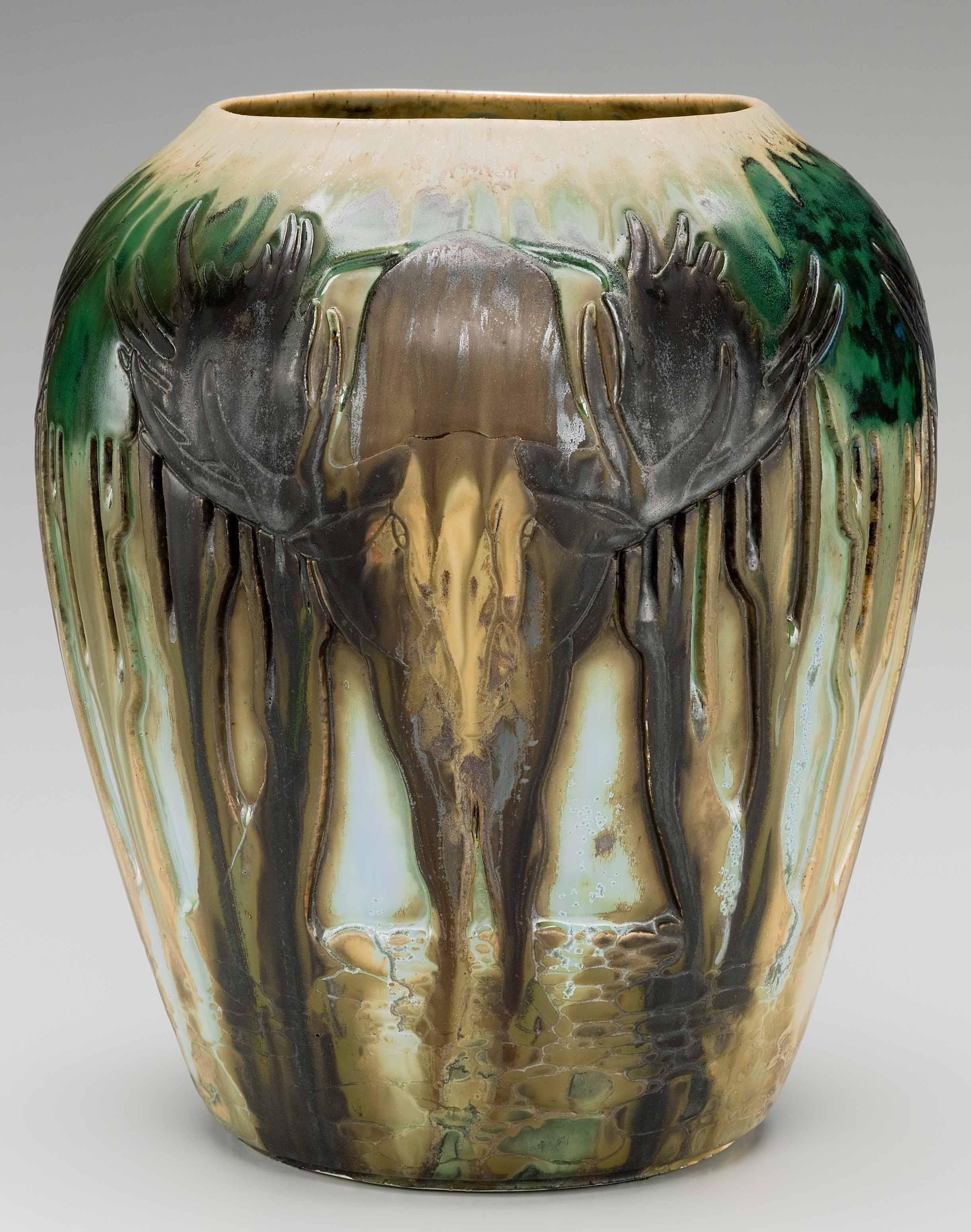
Jarrón con alces, c. 1907-08
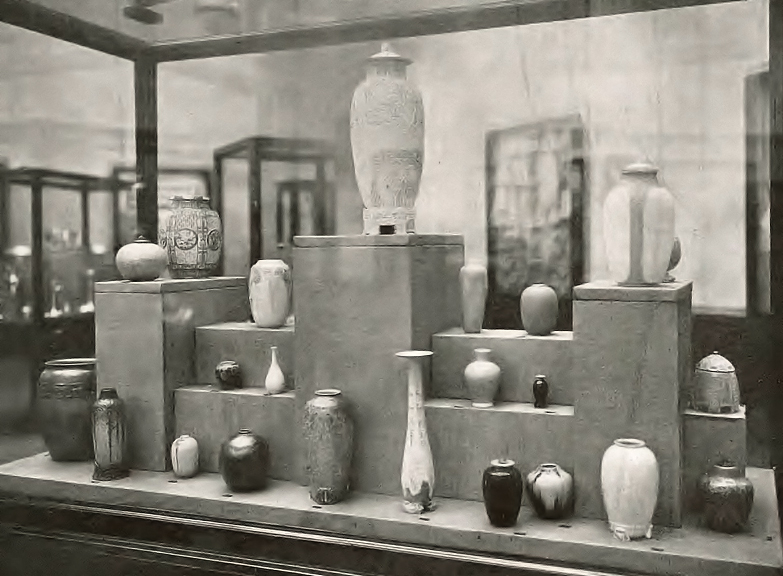
Grupo de jarrones de porcelana en una exposición del Chicago Art Institute de 1913, con Scarab Vase en el centro superior
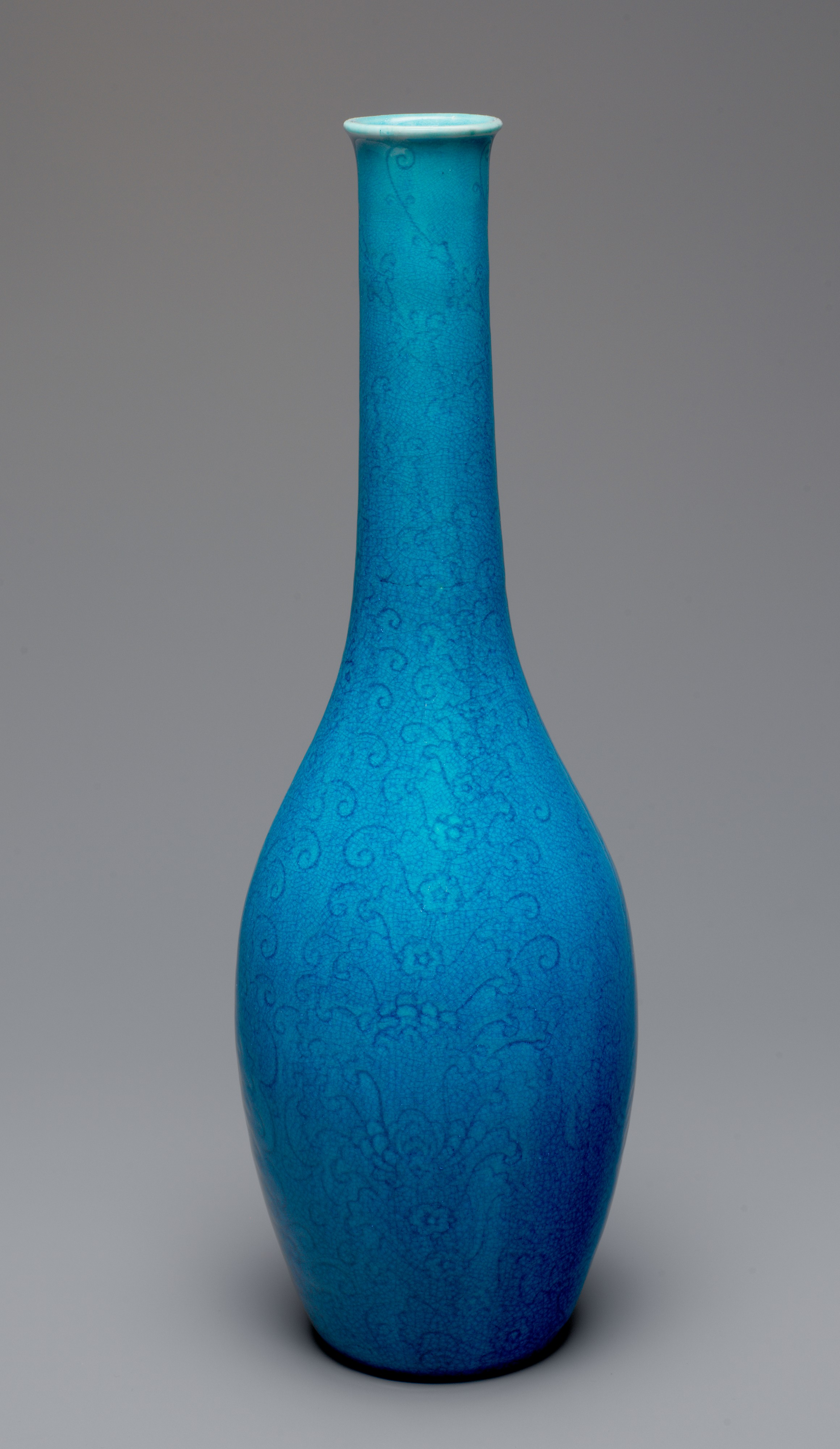
Botella, 1926
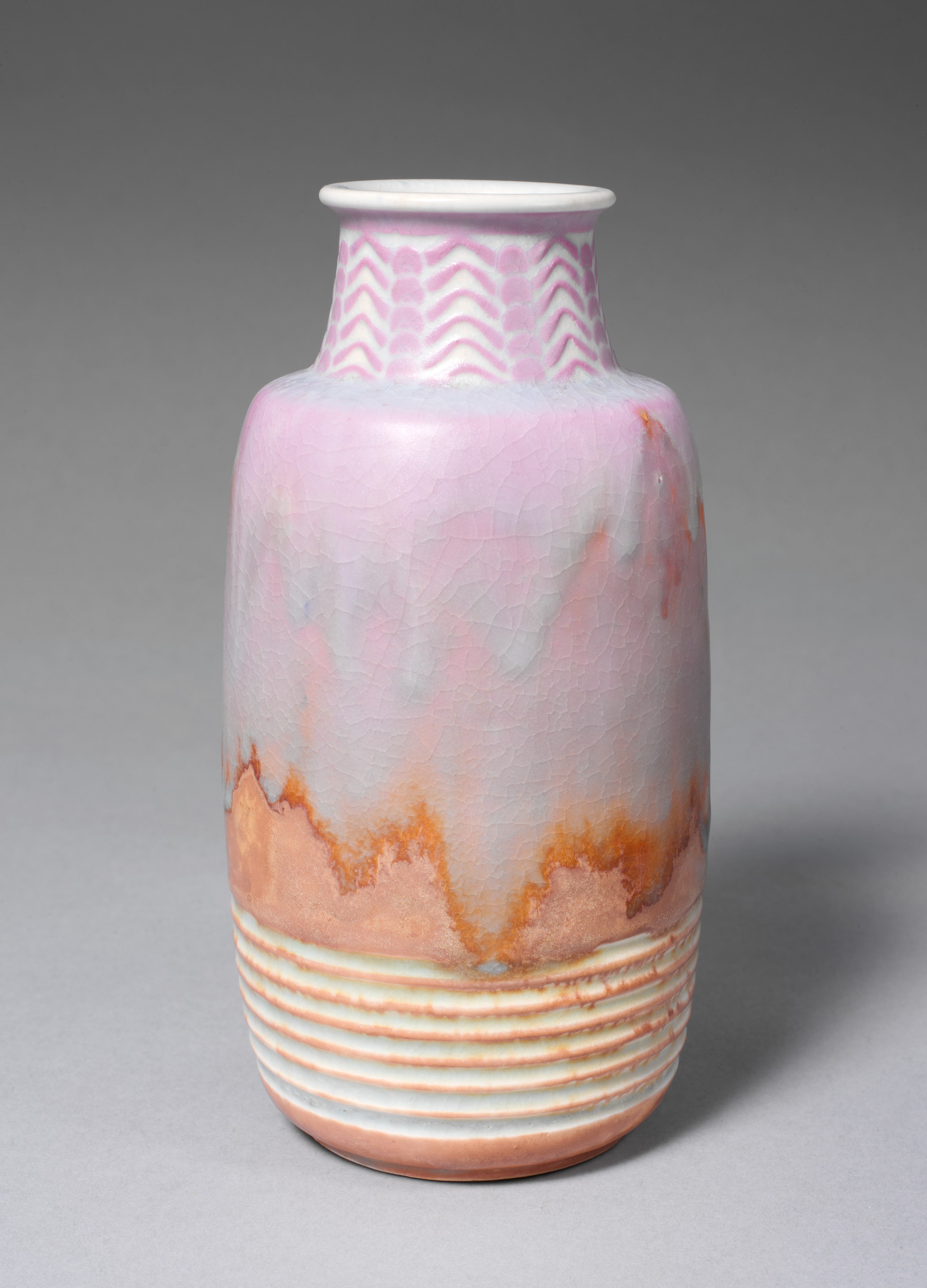
Jarrón, 1927
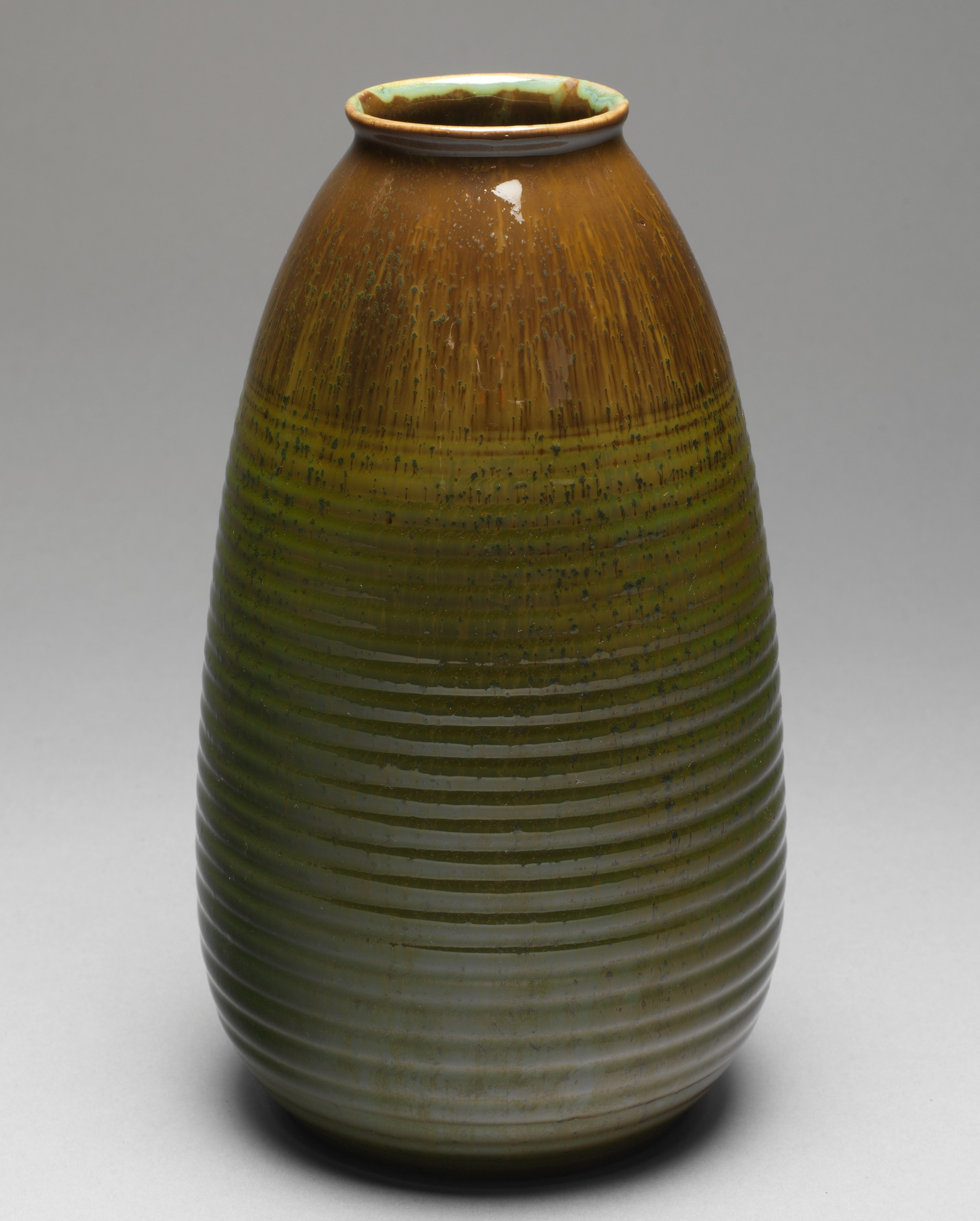
Jarrón de porcelana, 1928

## Otras lecturas
- Weiss, Peg, ed. Adelaide Alsop Robineau: Gloria en porcelana . Prensa de la Universidad de Syracuse, 1981.